# Kreis Nebra
| Basisdaten                                          | Basisdaten                                                |
| --------------------------------------------------- | --------------------------------------------------------- |
| Bezirk der DDR                                      | Halle                                                     |
| Kreisstadt                                          | Nebra                                                     |
| Fläche                                              | 307 km² (1989)                                            |
| Einwohner                                           | 29.928 (1989)                                             |
| Bevölkerungsdichte                                  | 97 Einwohner/km² (1989)                                   |
| Kfz-Kennzeichen                                     | K und V (1953–1990) KS und VS (1974–1990) NEB (1991–1994) |
|                                                     |                                                           |
| Der Kreis Nebra im Bezirk Halle (anklickbare Karte) |                                                           |

Der Kreis Nebra war ein Kreis im Bezirk Halle der DDR. Von 1990 bis 1994 bestand er als Landkreis Nebra im Land Sachsen-Anhalt fort. Sein Gebiet gehört heute zum Burgenlandkreis in Sachsen-Anhalt. Der Sitz der Kreisverwaltung befand sich in Nebra.

## Geographie

### Nachbarkreise
Der Kreis Nebra grenzte im Uhrzeigersinn im Norden beginnend an die Kreise Querfurt, Merseburg, Weißenfels, Naumburg, Sömmerda und Artern.

## Geschichte
Territoriale Vorgänger des Landkreises waren der Landkreis Querfurt und der Landkreis Eckartsberga (ab 1950 als Landkreis Kölleda bezeichnet). 1944 wurde das bezeichnete Gebiet Teil der anstelle des Regierungsbezirkes neugeschaffenen Provinz Halle-Merseburg. Nach dem Zweiten Weltkrieg bildete das Gebiet einen Teil von Sachsen-Anhalt, zwischen 1952 und 1990 einen Teil des Bezirkes Halle.
Am 25. Juli 1952 kam es zur Auflösung des Landkreises Kölleda. Dabei kamen die Gemeinden Bad Bibra, Billroda, Bucha, Kahlwinkel, Lossa, Memleben, Saubach, Steinburg und Wohlmirstedt zum neuen Kreis Nebra. Außerdem kamen noch Teile des damaligen Kreises Querfurt hinzu.
Am 17. Mai 1990 wurde der Kreis in Landkreis Nebra umbenannt. Am 1. Juli 1994 wurde er ein Teil des neu gegründeten Burgenlandkreises mit dem Kreissitz in Naumburg (Saale):

## Gemeinden
Bei seiner Auflösung umfasste der Landkreis Nebra folgende 28 Gemeinden:
- Altenroda
- Bad Bibra, Stadt
- Balgstädt
- Baumersroda
- Billroda
- Bucha
- Burgscheidungen
- Ebersroda
- Freyburg (Unstrut), Stadt
- Gleina
- Golzen
- Hirschroda
- Kahlwinkel
- Karsdorf
- Kirchscheidungen
- Laucha an der Unstrut, Stadt
- Lossa
- Memleben
- Nebra (Unstrut), Stadt
- Reinsdorf
- Saubach
- Schleberoda
- Steinburg
- Thalwinkel
- Wangen
- Weischütz
- Wohlmirstedt
- Zeuchfeld

### Gebietsänderungen
Als der Landkreis Nebra gegründet wurde, bestanden auf seinem Gebiet noch 37 Gemeinden, deren Anzahl sich durch einige Eingemeindungen verringerte.
- Auflösung der Gemeinde Wendelstein – Eingemeindung nach Memleben (1. Januar 1956)
- Auflösung der Gemeinden Wennungen und Wetzendorf – Eingemeindung nach Karsdorf (1. April 1956)
- Auflösung der Gemeinde Nißmitz – Eingemeindung nach Freyburg (Unstrut) (1. Januar 1957)
- Auflösung der Gemeinde Tröbsdorf – Eingemeindung nach Burgscheidungen (1. Januar 1957)
- Auflösung der Gemeinde Plößnitz – Eingemeindung nach Laucha an der Unstrut (1. April 1959)
- Auflösung der Gemeinde Müncheroda – Eingemeindung nach Gleina (1. August 1961)
- Auflösung der Gemeinde Krawinkel – Eingemeindung nach Golzen (1. Mai 1974)
- Auflösung der Gemeinde Zscheiplitz – Eingemeindung nach Gleina (1. Mai 1974)
- Umgliederung des Ortsteils Zscheiplitz aus der Gemeinde Gleina in die Stadt Freyburg (Unstrut) (1. Juli 1991)

Anm.: Die Gemeinde Wendelstein gehörte ursprünglich zum Kreis Artern und kam erst durch diese Eingemeindung zum Kreis Nebra.

### Heutige Gemeinden
In Bezug auf die heutigen Gemeinden umfasste der Landkreis Nebra
- die Gemeinden der VBG Unstruttal mit Ausnahme
  - der Gemeinde Goseck
  - der Ortsteile Dobichau und Pödelist der Stadt Freyburg (Unstrut)
  - der Ortsteile Burkersroda, Dietrichsroda, Größnitz und Städten der Gemeinde Balgstädt sowie
- die Gemeinden der VBG An der Finne mit Ausnahme der Gemeinden An der Poststraße, Eckartsberga und Lanitz-Hassel-Tal.

## Kfz-Kennzeichen
Den Kraftfahrzeugen (mit Ausnahme der Motorräder) und Anhängern wurden von etwa 1974 bis Ende 1990 dreibuchstabige Unterscheidungszeichen zugewiesen, die mit den Buchstabenpaaren KS und VS begannen. Die letzte für Motorräder genutzte Kennzeichenserie war VT 00-01 bis VT 50-00.
Anfang 1991 erhielt der Landkreis das Unterscheidungszeichen NEB. Es wurde bis zum 30. Juni 1994 ausgegeben. Seit dem 27. November 2012 ist es im Burgenlandkreis erhältlich.